# CJ-6 (航空機)
南昌 CJ-6 初教六型
アメリカの愛好家が所有する初教六型甲（CJ-6A）
- 用途：初等練習機
- 製造者：南昌飛機製造公司
- 運用者：中国人民解放軍（空軍・海軍）
- 初飛行：1958年8月27日
- 生産数：2,000機以上
- 生産開始：1961年
- 運用状況：現役

南昌 初教六型（Nanchang ChuJiao-6）は、中華人民共和国で開発された練習機である。型番は初教のピン音の頭文字（ChuJiao）である。

## 概要
北京当局ではYak-18を南昌飛機製造がライセンス生産し、初等練習機として使用していたが、大躍進運動期に航空機の自主設計、生産運動も起こり、その中で唯一生産されたものが本機であった。
外観上Yak-18のライセンス生産機である初教五型と似ているが、主翼、尾翼、降着装置等は改設計されており、また生産効率の向上もなされていた。発動機はチェコスロバキア製AI-14Pのコピー品のピストンエンジンで出力が大きく、原型とされる五型より性能面でもかなり上回っており、稼働率も高いとされている。機体は全金属製セミモノコック構造で、可変ピッチ2翅プロペラ推進である。
中国以外では北朝鮮、バングラデシュ、アルバニア、カンボジア、タンザニア、ザンビア、ベトナム、エクアドルなどで使用されている。また整備の容易さや汎用性の高さから民間航空機市場にも受け入れられ、アメリカでは200機以上の六型が飛行しており、米国内のユーザーが2008年にウィスコンシン州にて六型50周年記念会を開催した。

## 性能諸元

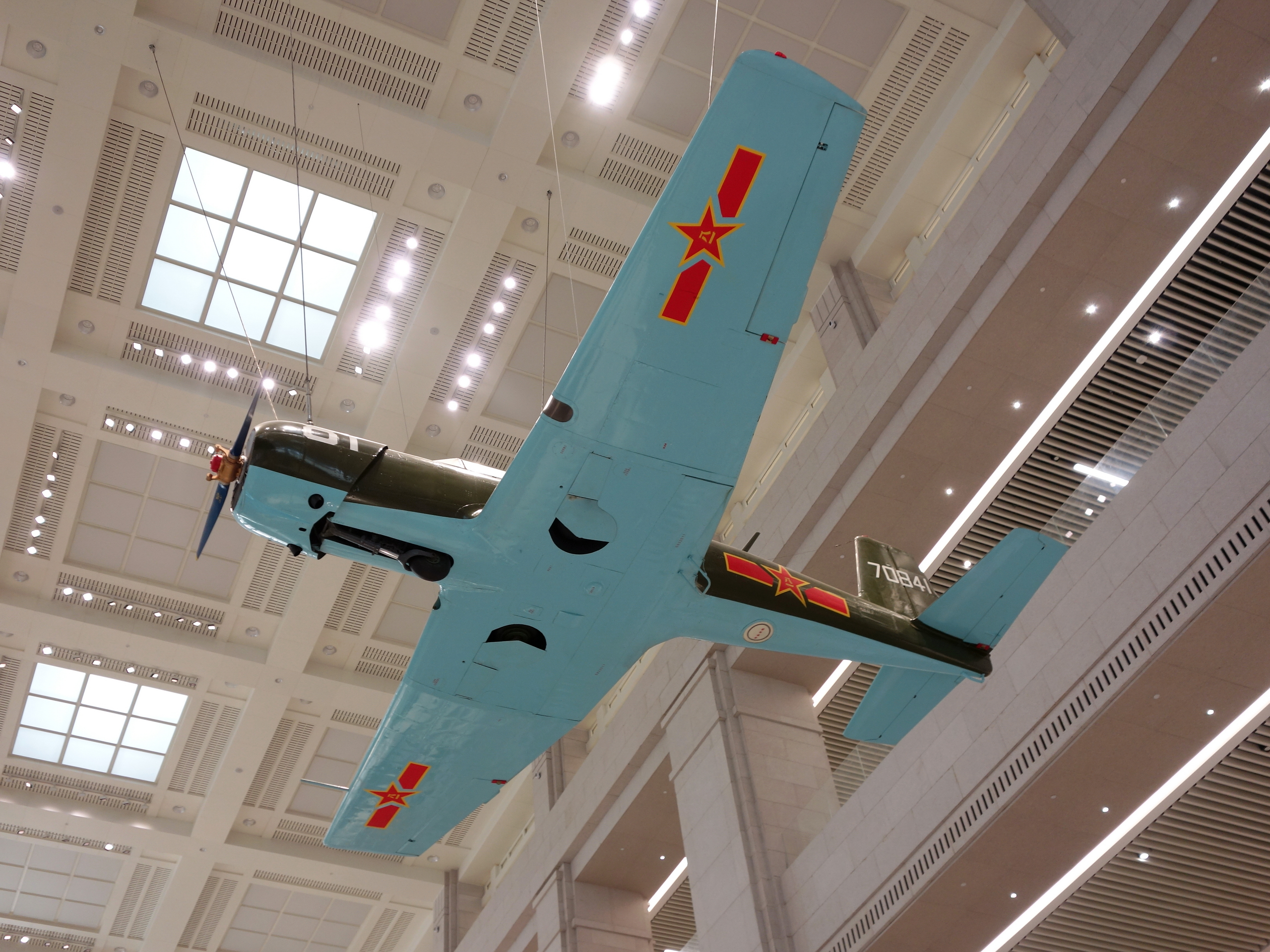
Nanchang CJ-6 in Military Museum

※使用単位についてはWikipedia:ウィキプロジェクト 航空/物理単位も参照
- 全幅：10.22 m
- 全長：8.46 m
- 全高：3.25 m
- 自重：1,059 kg
- 最大離陸重量：1,419 kg
- 発動機： 株洲活塞6型甲 空冷星型9気筒285hp
- 最高速度：300 km/h
- 海面上昇力： 380 m/min
- 実用飛行上限高度：5,080 m
- 乗員：2名
- 最大航続距離：700 km

## 派生型

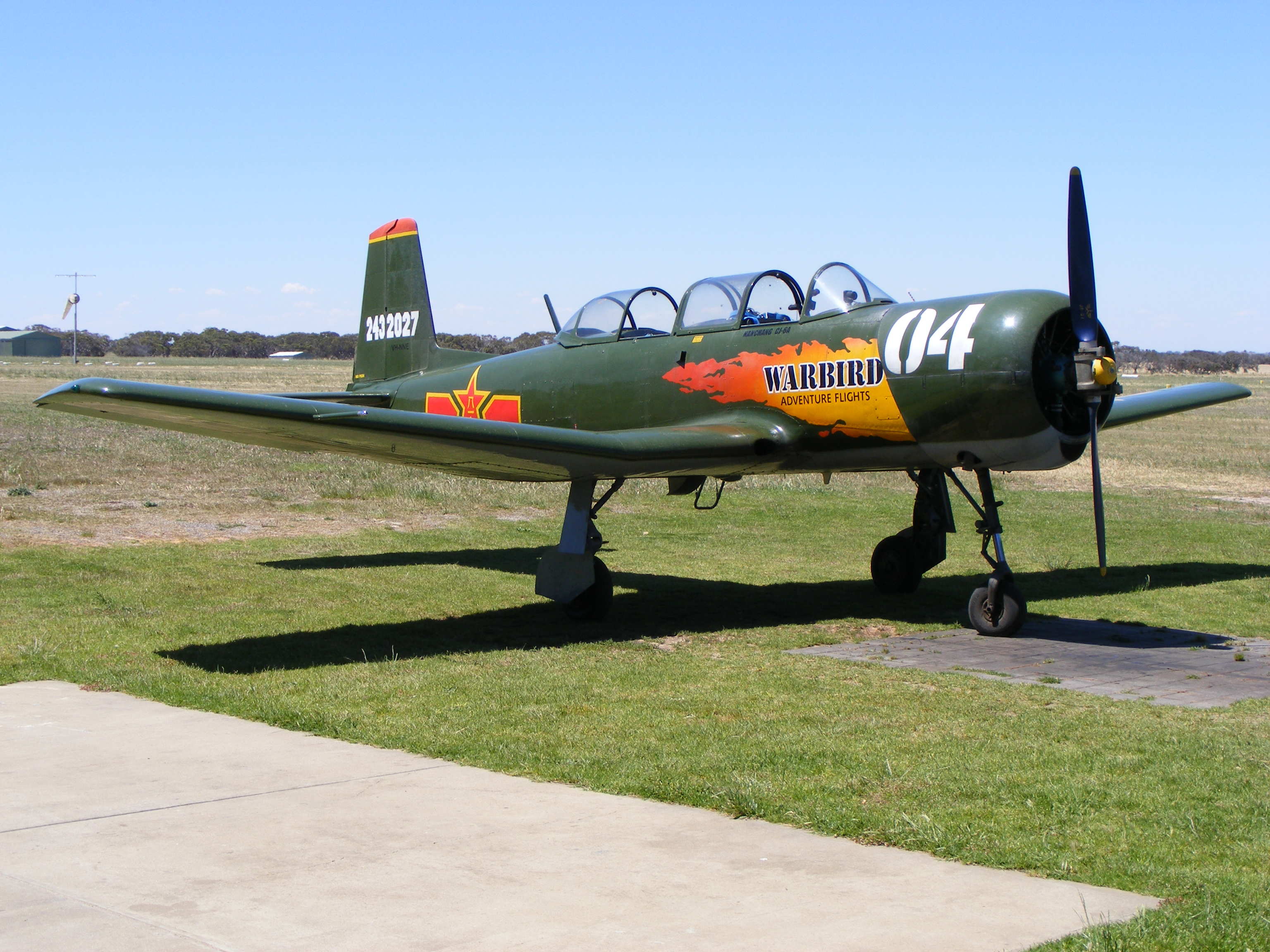
オーストラリアの愛好家が所有するCJ-6

紅専-502
初教六型の原型機。
初教六型（CJ-6）
複座の初等練習機、260馬力の株洲活塞6型星型エンジン装備。
初教六型甲（CJ-6A）
性能向上形、285馬力の株洲活塞6型甲を装備。
初教六型乙（CJ-6B）
武装追加型、300馬力の株洲活塞6型丁、7.62mm機銃2挺、25kg爆弾2発、ガンカメラ装備。少数機のみ生産。
BT-6
初教六型の輸出型。
PT-6A
初教六型甲の輸出型。
海燕甲
海燕の原型機。1985年8月17日に初飛行。
海燕乙
単座の農業、消防用機。出力向上形の活塞6型345馬力発動機を装備。
海燕丙
農業用、遊覧飛行用のゼネラル・アビエーション型。

## 使用国

### 軍用
- アルバニア
- バングラデシュ
- カンボジア
- 中国
- ミャンマー
- 北朝鮮
- タンザニア
- ベトナム
- ザンビア
- エクアドル

### 民間

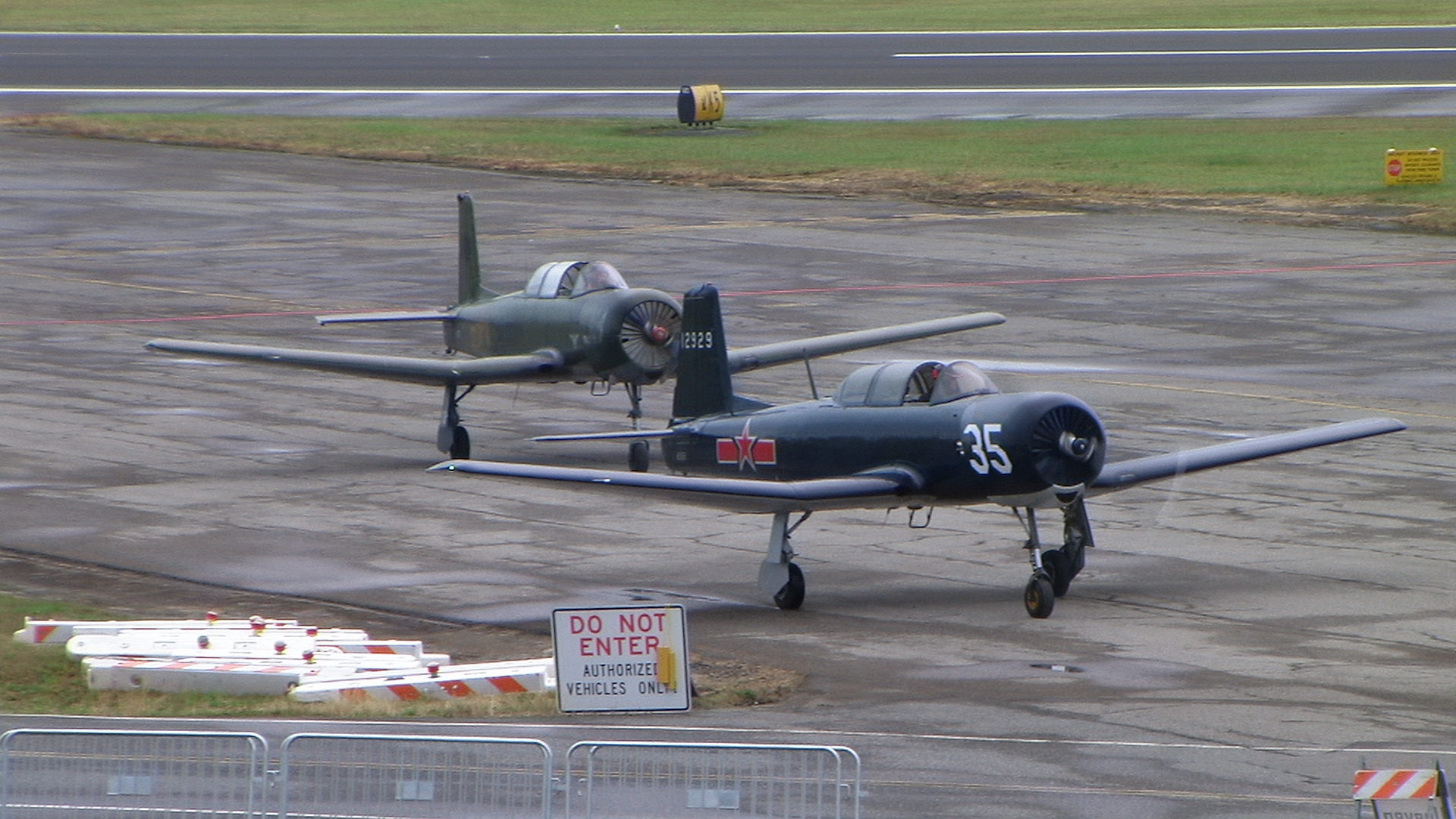
フライング・ヘリテージ・コレクションのイベントでに参加した個人所有のCJ-6

- アメリカ合衆国 - 個人が所有しており、航空ショーなどでデモ飛行を行っている。